# 織田信氏
織田 信氏（おだ のぶうじ）は、戦国時代・安土桃山時代の武将。織田氏一族で織田藤左衛門家。織田信直の嫡男。幼名は竹千代。通称は角蔵。於田井城主。

## 略歴
母の小田井殿（栄輪院）は織田信秀の六女で、織田信長は伯父にあたる。
天正2年（1574年）9月、伊勢長島で父の信直が29歳で討ち死にし、後を継いで小田井城主となった。翌年、父の死の償いとして小田井に3万6,000貫の知行を得た。
天正9年（1581年）2月の京都御馬揃えでは連枝衆として参加した。
天正10年（1582年）の本能寺の変後は、織田一族を束ねた織田信雄に属したが、天正12年（1584年）6月2日、祖父の信張よりも先に死去した。
家督は弟忠辰が継いだ。また、信氏の次男とされる津田清幽は、石田三成に仕え、重臣となった。